# Егоров, Василий Мартынович
Василий Мартынович Егоров (1920—1944) — сержант Рабоче-крестьянской Красной Армии, участник Великой Отечественной войны, Герой Советского Союза (1944).

## Биография
Василий Егоров родился в январе 1920 года в деревне Борок Смоленской губернии (ныне — Монастырщинский район Смоленской области). После окончания семи классов школы работал учеником счетовода, счетоводом в сельпо. После окончания курсов счётных работников в Вязьме работал бухгалтером Любавичского сельпо Монастырщинского района. В 1940 году Егоров был призван на службу в Рабоче-крестьянскую Красную Армию. С июня 1941 года — на фронтах Великой Отечественной войны. В боях три раза был ранен. К ноябрю 1943 года сержант Василий Егоров был наводчиком противотанкового ружья 696-го стрелкового полка 383-й стрелковой дивизии Отдельной Приморской армии. Отличился во время боёв на Керченском полуострове.
20 ноября 1943 года огнём из своего противотанкового ружья Егоров уничтожил 2 пулемёта, облегчив высадку десанта на побережье полуострова. В боях за плацдарм группа, в составе которой был Егоров, захватила высоту к юго-востоку от Аджимушкая. В бою за высоту Егоров уничтожил более взвода вражеской пехоты и подавил две вражеские огневые точки. В течение последующих суток группа Егорова вела бои на высоте в окружении, отбив несколько контратак противника. В одном из последующих боёв Егоров получил тяжёлое ранение, от которого скончался 13 января 1944 года.
Указом Президиума Верховного Совета СССР от 16 мая 1944 года за «образцовое выполнение заданий командования и проявленные мужество и героизм в боях с немецкими захватчиками» сержант Василий Егоров посмертно был удостоен высокого звания Героя Советского Союза. Также был награждён орденом Ленина и медалью.
В честь Егорова установлена стела на Аллее Героев в Монастырщине.